# پارشلوگ
پارشلوگ (به آلمانی: Parschlug) یک منطقهٔ مسکونی در اتریش است که در بروک مورتسوچلاگ واقع شده‌است. پارشلوگ ۲۱ کیلومتر مربع مساحت دارد ۷۰۰–۱٬۴۸۷ متر بالاتر از سطح دریا واقع شده‌است.